# Classe Musica
La classe Musica est une classe de quatre navires de croisière exploitée par la société MSC Croisières. Le dernier navire a été commandé en 2007.
En son temps (lors de l'apparition de la classe Fantasia) cette classe représentait les seconds plus gros paquebots de la flotte de MSC Croisières. Actuellement (2023), quatre navires sont en activité : le MSC Musica, le MSC Orchestra, le MSC Poesia et le MSC Magnifica.
Cette classe de paquebots fait partie des six qui composent la flotte de MSC Croisières avec la Classe Lirica, la Classe Fantasia, la Classe Meraviglia, et la Classe Seaside, la Classe World.
Toutes ces unités sont classées Panamax et peuvent donc passer le canal de Panama.

## Les unités de la classe
La classe Musica comprend 4 navires de croisières. Le dernier navire, le Magnifica fut livrée en 2010 terminant la classe Musica.
| Navire de croisière | Tableau | Tonnage (T.S.L.) | Longueur (m) | Maître-bau (m) | Hauteur (m) | Cabines | Passagers | Équipage | Vitesse (nœuds) | Année | Chantier naval                                                                  | Lancé         |
| ------------------- | ------- | ---------------- | ------------ | -------------- | ----------- | ------- | --------- | -------- | --------------- | ----- | ------------------------------------------------------------------------------- | ------------- |
| MSC Musica          |         | 92.409           | 293,8        | 32,20          | 59,64       | 1.275   | 2.550     | 987      | 23              | 2006  | ex-Chantiers de l'Atlantique > Aker Yards (St. Nazaire)                         | 1er mai 2006  |
| MSC Orchestra       |         | 92.409           | 293,8        | 32,20          | 59,64       | 1.275   | 2.550     | 987      | 23              | 2007  | ex- Chantiers de l'Atlantique > Aker Yards (St. Nazaire)                        | 14 avril 2007 |
| MSC Poesia          |         | 92.409           | 293,8        | 32,20          | 59,64       | 1.275   | 2.550     | 987      | 23              | 2008  | ex- Chantiers de l'Atlantique > Aker Yards (St. Nazaire)                        | 5 avril 2008  |
| MSC Magnifica       |         | 95.128           | 293,8        | 32,20          | 59,64       | 1.259   | 2.550     | 987      | 22.9            | 2010  | ex- Chantiers de l'Atlantique > STX France (STX France Cruise SA) (St. Nazaire) | 20 mars 2010  |